# Rafał Furman
Rafał Furman (ur. 18 lipca 1985 w Kołobrzegu) – polski kolarz, olimpijczyk z Aten 2004.
W roku 2003 zdobył 4 medale na mistrzostwach Polski juniorów: złoto w sprincie drużynowym, srebro w wyścigu na 1 km oraz dwa brązowe w sprincie i kerinie.
W mistrzostwach Polski do lat 23 zdobył w:
- sprincie drużynowym
  - złoty medal w roku 2003,2004
- w wyścigu na 1 km
  - złoty w roku 2004
- sprincie
  - srebrny w roku 2004
- kerin
  - brązowy w roku 2005[1]

W mistrzostwach Polski Elite zdobywca 4 medali:
- srebrnego
  - w sprincie drużynowym (2005)
- 3 brązowych
  - w wyścigu na 1 km (2004)
  - w sprincie drużynowym (2004)
  - w wyścigu na 1 km[1]

Na mistrzostwach Europy w kolarstwie torowym w 2004 wywalczył srebrny medal w sprincie drużynowym.
Dwukrotny uczestnik mistrzostw świata w kolarstwie torowym w konkurencji sprintu drużynowego: 2003 - Polacy zajęli 9 .miejsce i 2004 - 8. miejsce.
Dwukrotnie zajmował 2. miejsce w zawodach Pucharu Świata w sprincie drużynowym: 2004 w Sydney oraz 2005 w Manchesterze.
Na igrzyskach olimpijskich w 2004 Polska drużyna sprinterów (partnerami byli:Łukasz Kwiatkowski i Damian Zieliński uplasowała się na 9. miejscu.